# Орден Святого Антонія (Баварія)
Орден Святого Антонія — Баварський військо-лицарський орден принципів, заснований 1382 року князем Альбрехтом І.

## Історія
Орден Святого Антонія було створено у Баварському князівстві 1382 року після того, як князь Альбрехт І ухвалив рішення вступити у війну з Османською імперією.
Кавалери Ордену Святого Антонія носили золотий ланцюг, на якому був костур та маленький дзвіночок.